# Бананови
Бананови (Musaceae) са семейство покритосеменни растения от разред Джинджифилоцветни (Zingiberales).

## Разпространение
Представителите на това семейство са разпространени в тропичните области на Африка и Азия.

## Класификация
Семейството включва 91 вида едри тревисти растения, разпределени в 3 рода:
Семейство Бананови
- Род Ensete Bruce ex Horan., 1862
- Род Musa L., 1753 – Банан
- Род Musella (Franch.) C.Y.Wu ex H.W.Li, 1978